# 알렉산드라 헤이
알렉산드라 헤이(Alexandra Hay, 1947년 7월 24일 ~ 1993년 10월 11일)는 미국의 배우, 텔레비전 배우, 영화배우이다.
로스앤젤레스에서 태어났으며 로스앤젤레스에서 사망하였다.

## 영화
- 펀 앤 게임즈 (1971년)
- 모델 샵 (1969년)
- 스키두 (1968년)
- 유럽에서 생긴 일 (1968년)